# Казанка (Соль-Илецкий район)
Казанка — посёлок в Соль-Илецком городском округе Оренбургской области на территории бывшего Григорьевского сельсовета.

## География
Расположен на левом берегу реки Курала на расстоянии примерно 26 километров по прямой на восток-юго-восток от Соль-Илецка.

## Климат
Климат резко континентальный, характеризующийся холодной суровой зимой, жарким летом, быстрым переходом от зимы к лету, недостаточностью атмосферных осадков. Зимой территория находится под влиянием холодных материковых воздушных масс, а летом из полупустынь Казахстана приходит континентальный «горячий» воздух, в результате чего почти ежегодно наблюдаются засушливые и суховейные периоды. Среднегодовая температура воздуха (+5,0 °C). Среднемесячная температура воздуха самого холодного месяца: −13,0 °C (январь, февраль). Среднемесячная температура воздуха самого жаркого месяца: +22,6 °C (июль). Среднегодовое количество осадков составляет 339 мм. Основная сумма осадков выпадает в тёплый период года (апрель-октябрь) и составляет 168 мм. В холодный период (ноябрь-март) осадков выпадает 153 мм.

## История
Поселение Казанский впервые упоминается в 1917 году. Название поселению дано по названию воздвигнутой в посёлке церкви Иконы Казанской Богоматери. В 1933 году в посёлке был организован самостоятельный колхоз «Революционер», который был потом реорганизован в бригаду колхоза «Путь к Коммунизму».

## Население
Постоянное население составляло 401 человек в 2002 году (русские 60 %), 356 в 2010 году.